# 共和暦11年システム

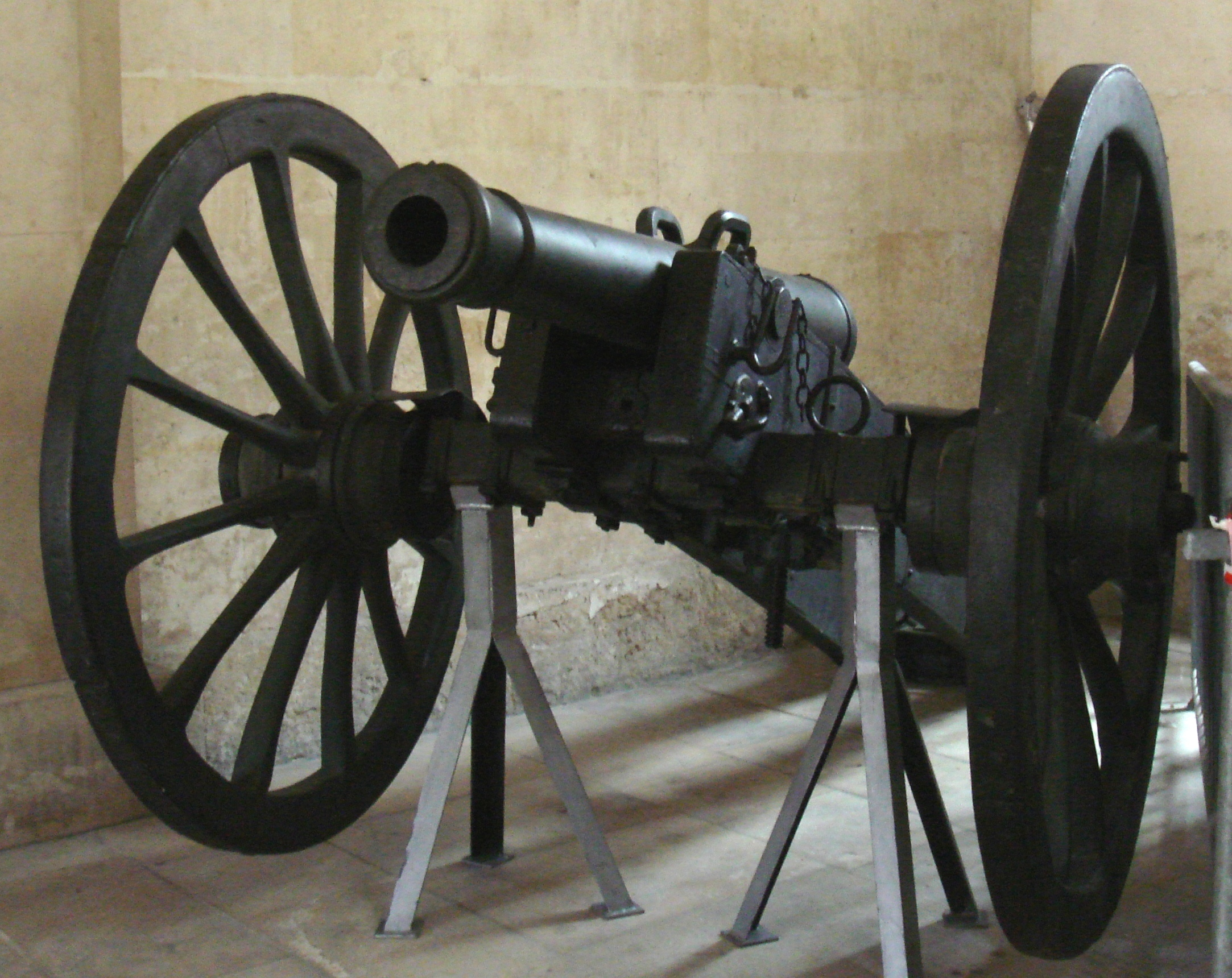
1813年にドゥエー で製造された、共和暦11年式6ポンド砲

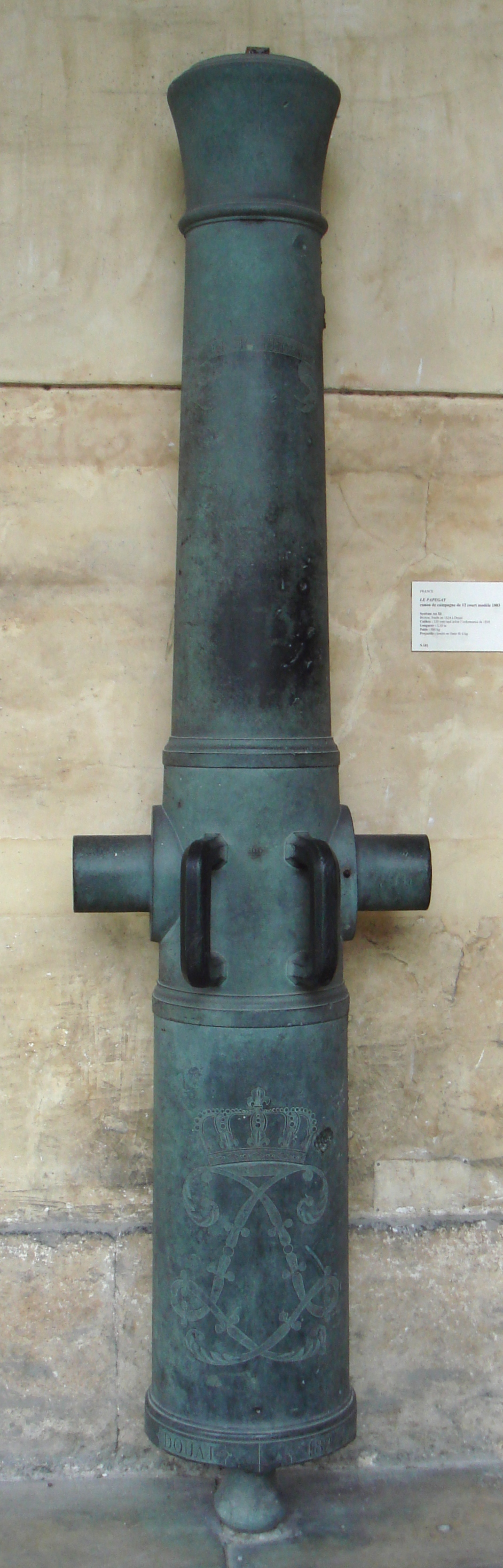
共和暦11年式短12ポンド砲。1824年にドゥエー で製造。 口径：120mm（1858年にライフル化）、全長：210cm、重量：880kg。砲弾：6kg鉄製実体弾

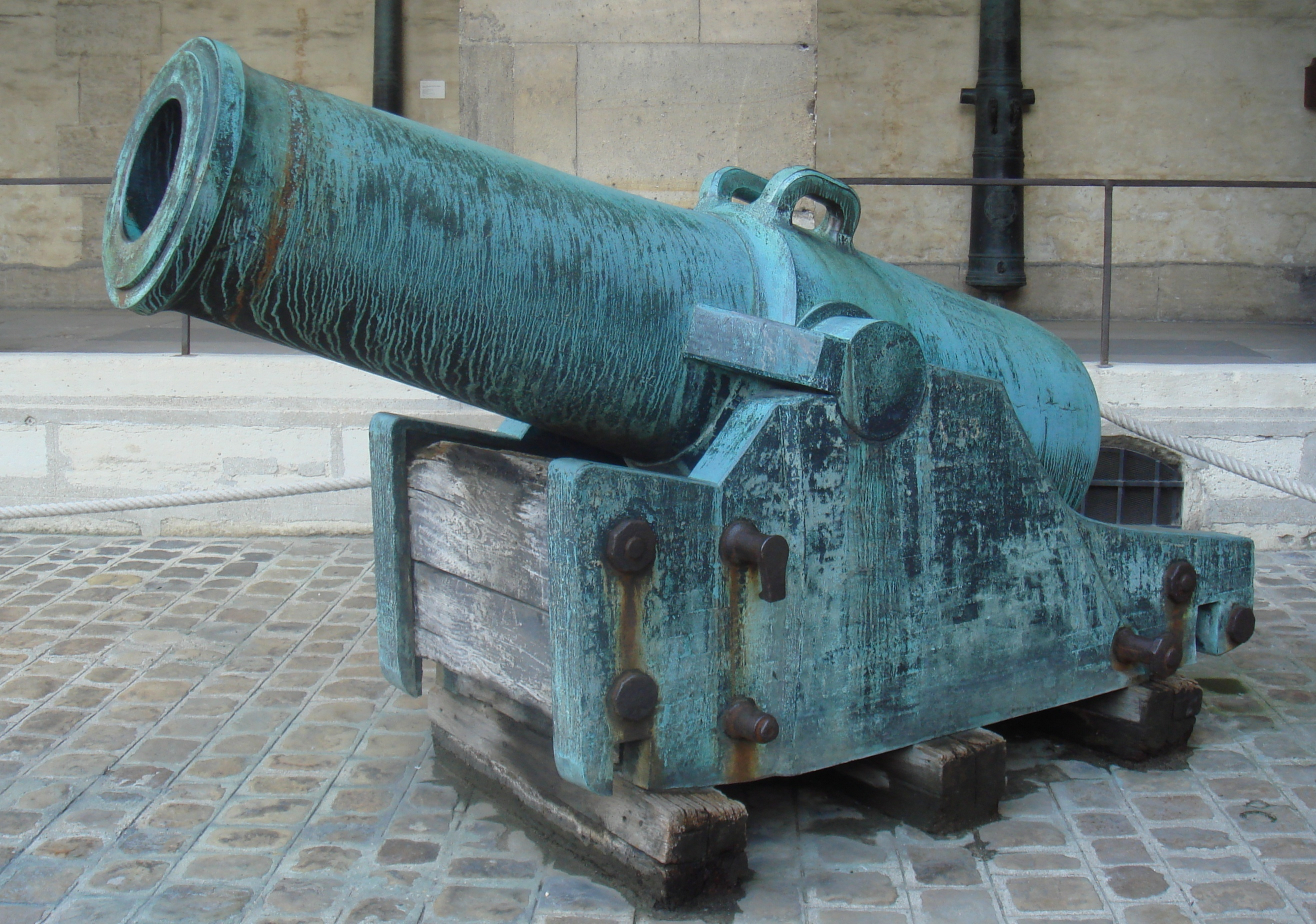
共和暦11年システムの11インチ榴弾砲。1810年、ドゥエーにて製造。口径：297mm、全長：2.56m、重量：6,174kg。砲弾：榴弾

共和暦11年システム（仏語：Système An XI、英語：Year XI system。共和暦（フランス革命暦）11年は1803年に該当する）は、ナポレオン1世時代のフランスの砲兵システム。共和暦11年システムは非常に成功したグリボーバル・システムに各種の改良を加えたものであり、ナポレオン戦争での成功に貢献した。本質的に、既存のグリボーバル・システムを合理化したものであった。この新システムの推進者はオーギュスト・ド・マルモン将軍であった。

## 定義
フランス革命戦争において、中型野戦砲としてはグリボーバル4ポンド砲は軽量にすぎ、逆に8ポンド砲は重すぎて、これら2種類の砲は敵の6ポンド砲に十分に対抗できなかった。
新システムを制定するにあたって、ナポレオンは1801年12月29日に、オーギュスタン・ガブリエル・ダボヴィル（Augustin Gabriel d'Aboville）将軍を委員長とする大砲委員会を設置した。翌年1月11日から7月21日まで、委員会は研究を行い、ナポレオン自身も報告書作成に参加した：
「大砲の口径は4種類に統一すべきである、6ポンド、12ポンド、24ポンド、それに5.5インチ榴弾砲である。これによって、他の4種類の口径の砲を整理できる。山砲としては3ポンドを追加すべきである。ロスタン砲は問題ばかりで価値のない、頑固な獣のようなものであり、これも排除する。3ポンドを最小の口径とする」－グリボーバル砲システムに対して、ナポレオン・ボナパルト。
委員会は、1803年5月2日に結果報告を行った。報告書の主な内容は以下のとおりであった。

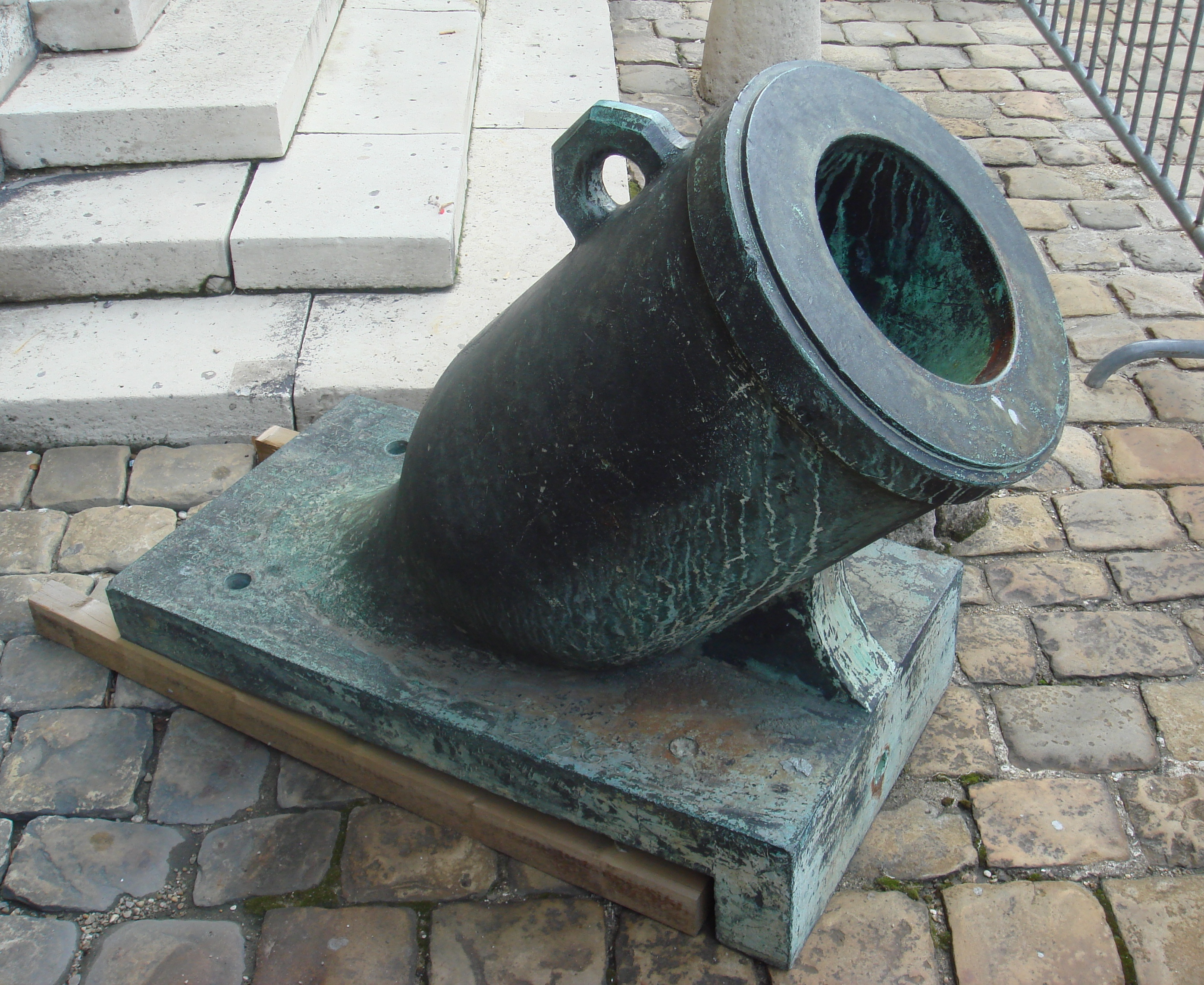
324 mm臼砲、ストラスブール、1811年

- 6ポンド砲を導入し、4ポンド及び8ポンド砲を廃止する。
- 従って、野戦砲は 12ポンド砲、6ポンド砲および24ポンド（5.72インチ）榴弾砲となる。
- 山砲は、短3ポンド砲、短6ポンド砲および24ポンド榴弾砲とする。
- 攻城砲も更新し、新型の長24ポンド砲と短24ポンド砲を導入する。
- 基地砲も更新し、長24ポンド砲、長12ポンド砲及び長6ポンド砲とする。
- 新型臼砲として、324mm、216mm及び152mm、及び405mmペリエ砲を導入する[7]

## その後
共和暦11年システムは、1828年にヴァレ・システムによってさらに改良された。

## 参考資料
- Bruce McConachy, The Roots of Artillery Doctrine: Napoleonic Artillery Tactics Reconsidered, The Journal of Military History, Vol. 65, No. 3 (Jul., 2001), pp. 617-640
- Dawson, A.L., Dawson P.L. and Summerfield S. (2007) Napoleonic Artillery, Crowood Press, ISBN 978-1-86126-923-2
- Smith, Digby (trans) (2011) "The Austrian Cavalry Gun in Comparison to the Horse Artillery of Other States by Smola in 1827," Smoothbore Ordnance Journal, Issue 1, Ken Trotman Publishing, ISBN 978-1-907417-13-9